# Chiesa dei Santi Fermo e Rustico (Colognola ai Colli)
La chiesa dei Santi Fermo e Rustico è la parrocchiale di Monte, frazione del comune sparso di Colognola ai Colli, in provincia e diocesi di Verona; fa parte del vicariato dell'Est Veronese, precisamente dell'Unità Pastorale Pieve.

## Storia

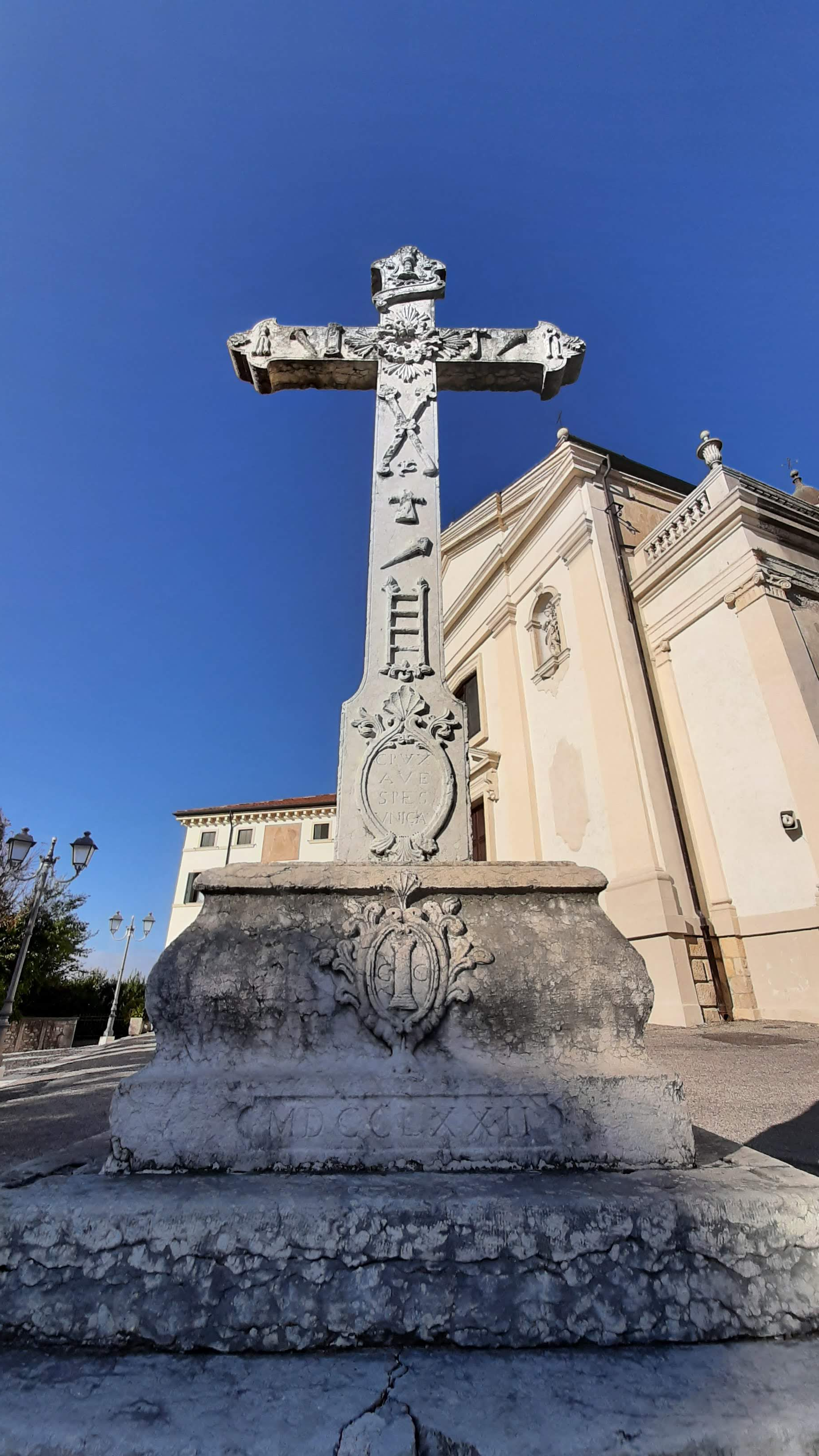
La Croce con i simboli della Passione di Cristo collocata nei pressi della chiesa, opera di Antonio Tinelli. Nel basamento, con scolpito l'anno di esecuzione del manufatto, il 1772, si nota lo stemma comunale.

La prima citazione di una chiesa a Colognola dedicata ai Santi Fermo e Rustico risale al 1145, eretta "in arce" (luogo sopraelevato e fortificato) per motivi di sicurezza. Nel XV secolo questa chiesa fu eretta a parrocchiale ed ampliata. Nel 1456 l'antica pieve di Colognola fu sottoposta alla chiesa dei Santi Fermo e Rustico. 
L'attuale edificio fu costruito tra il 1611 ed il 1627. 

## Descrizione

### La facciata
La facciata, opera di Giacomo Zandomeneghi e di Francesco Felisi su progetto di Bernardo Avogaro, è neoclassica, con lesene sormontate da un timpano triangolare.
Le statue dei Santi Fermo e Rustico sono state attribuite allo scultore locale Luigi Antonio Zandomeneghi, autore anche della scalinata che porta al sagrato, dominato dalla Croce in pietra di Antonio Tinelli del 1772.
Evidenti, in basso i reperti lapidei, assieme ad alcuni capitelli in marmo Rosso Verona (con date 1450 e 1468) e allo stemma comunale (1558) dell'antico tempio gotico precedente all'edificio attuale.
La facciata è stata restaurata tra il 2011 ed il 2012.

### Interno
Anche l'interno, a navata unica e a croce latina presenta linee sono classiche.
Sono quattro le cappelle laterali, due per lato, tutte risalenti alla seconda metà degli anni Venti del XX secolo: di San Biagio (1930) e del Rosario (1927) a sinistra; del Crocefisso (1927) e dell'Immacolata (1926). 
La decorazione pittorica del soffitto è recente. Il grande affresco del soffitto, Apoteosi dei Santi Fermo e Rustico con San Biagio e la Madonna del Rosario, è stato dipinto da Giuseppe Bevilacqua nel 1899.
Le pareti laterali presentano cinque tempere con altrettante Storie dei Santi Fermo e Rustico, risalenti alla fine del Settecento, di chiara lettura e forse opera di più autori..

#### Battistero
Il battistero, inaugurato nel 1947, fu costruito su progetto di don Giuseppe Trecca.
Il fonte battesimale risale invece al 1470. Gli otto spicchi in rame e la soprastante effigie bronzea della copertura sono dello scultore Gino Tregnaghi, le vetrate di Scipione Ballarini e il Battesimo di Cristo sulla volta del pittore Pietro Negrini (prima metà del XX secolo). 

#### Cappella del Crocifisso
La cappella del Crocifisso presenta un altare settecentesco di Adriano Cristofali, proveniente dal Bovolone, sopra il quale si eleva il Crocifisso ligneo e dipinto di Antonio Righetti detto Lugarìn (1812).

#### Cappelle dell'Immacolata e del Rosario
L'altare della cappella dell'Immacolata proviene dal convento dei Minori francescani di San Bernardino di Verona.
L'altare della cappella del Rosario è opera di Matteo Pezzi (1644) e presenta, all'interno di una cornice di marmo giallo di Torri del Benaco una statua lignea e dorata della Madonna, eseguita da un artigiano locale nel 1761, circondata da quindici tavolette con i Misteri del Rosario (XVII secolo).

#### Cappella di San Biagio
La cappella dedicata al patrono di Colognola, San Biagio contiene un altare del 1644 che ha come paliotto marmoreo tre bassorilievi provenienti dalla vecchia chiesa, raffiguranti il Martirio di San Biagio (XV secolo)), dal tratto scultoreo delicato ma forte nell'espressione.
A sovrastare il tutto la Pietà lignea policroma di Gualfardo Sughi (1846), mentre sulle pareti laterali della cappella trovano posto due bianche formelle marmoree del Settecento raffiguranti la Crocifissione e la Deposizione e l'Annunciazione.
Sempre nella cappella sono presenti due statue, il Sant'Antonio Abate di Bartolomeo Giolfino (1433) e il San Nicola di Bari (1455?), di attribuzione incerta. Se quest'ultima è ancora legata agli stilemi del tardogotico, la prima presenta elementi protorinascimentali, specialmente nel viso.

#### Presbiterio e abside
Nel presbiterio è presente l'altare maggiore (1866), neoclassico, su cui sono collocati sei medaglioni bronzei, quattro dei quali firmati dallo scultore Nereo Costantini e raffiguranti i santi titolari della chiesa, Fermo e Rustico, la Madonna del Rosario e San Biagio.
Sulla sinistra del presbiterio, vicino ad un'acquasantiera in marmo Rosso Verona, è collocato un reliquario barocco dei santi titolari, in legno dorato.
Sopra il presbiterio è presente la cupola, progettata da Giuseppe Barbieri.

#### Organo
Si sa che il primo organo installato in chiesa fu costruito da Fedrigotti e collocato sopra la porta laterale (dove oggi c'è l'antico confessionale) nei pressi della cappella del Crocifisso. Tale strumento fu sostituito con un altro della ditta di Gaetano Zanfretta nel 1870 e collocato dietro all'altare maggiore.
L'attuale strumento, opus 522 della ditta Mascioni fu realizzato nel 1939 e possiede 1706 canne e 21 registri sonori. Restaurato nel 1986, fu inaugurato nuovamente il 7 febbraio 1987.

## Campanile

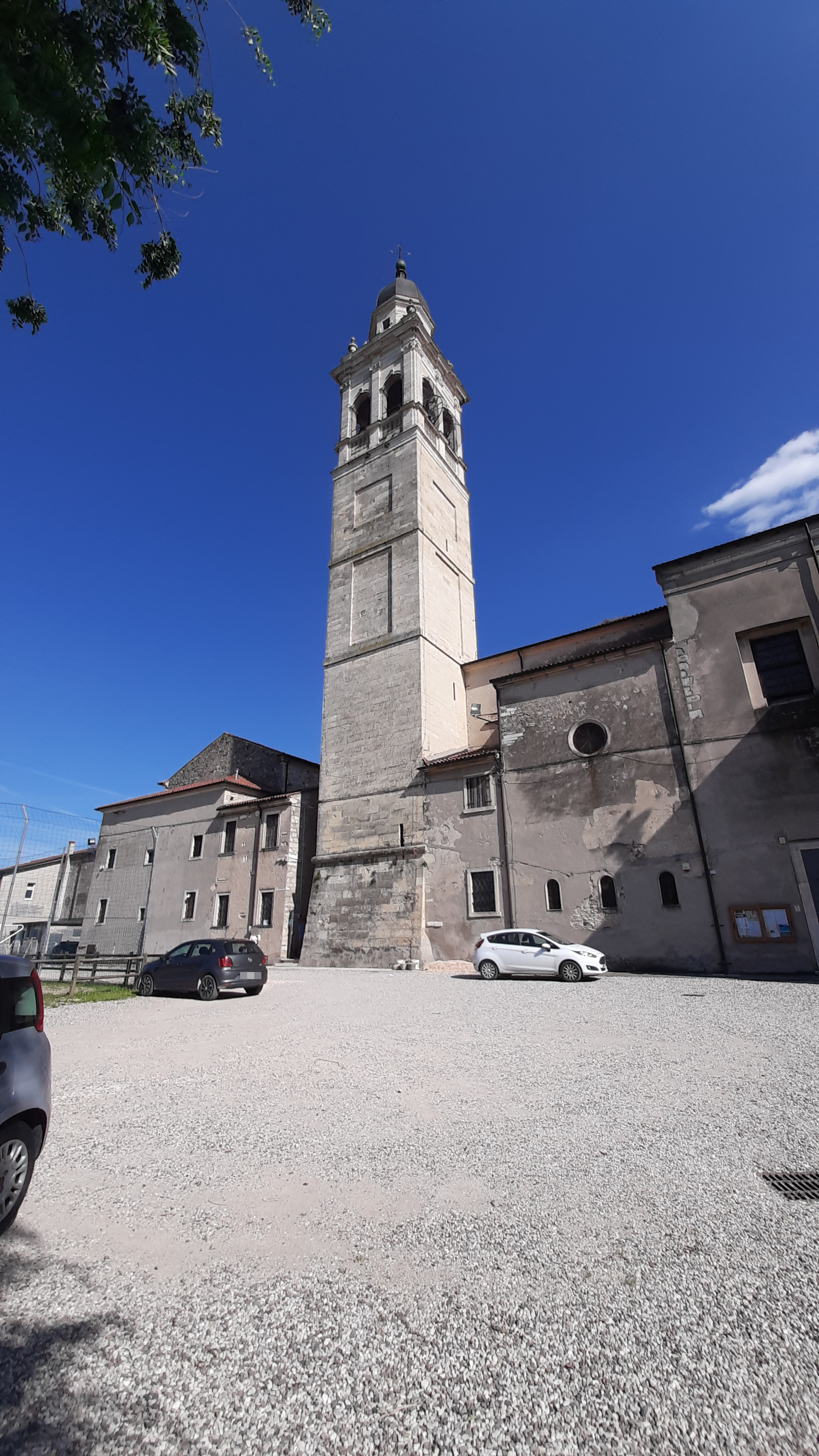
Il campanile attuale, che custodisce il concerto di nove campane in Sib2 fuso da Cavadini.

L'antico campanile, costruito agli inizi del Quattrocento, era situato dove oggi sorge l'altare di San Biagio.
Da un disegno conservato nell'Archivio Parrocchiale, si desume che fosse con la cella campanaria a finestre monofore e in stile romanico-gotico. All'altezza di circa dieci metri era poi presente una lapide con lo stemma della famiglia Nogarola, attestante il loro dominio su Colognola per più di trecento anni prima della dominazione degli Scaligeri.
Quando si costruì la nuova chiesa, si decise di conservare la torre campanaria fino al 1754.
L'attuale campanile, alto 50 metri, costruito tra il 1754 ed il 1770, utilizza anche i materiali di quello precedente: la parte inferiore è in tufo, mentre la parte superiore in marmo bianco. La cella campanaria ha una bifora per lato ed è delimitata in alto da una balaustrata decorata con ai quattro angoli con vasi tufacei. Al centro di ciascun lato erano presenti le quattro statue dei patroni della parrocchia (Madonna del Rosario, San Biagio, San Zeno e San Vittore, rimosse nel 1980 in quanto pericolanti.
A sovrastare il tutto la cuspide a base ottagonale e il cupolino ad otto spicchi con rivestimento di rame.. 
Durante la Seconda Guerra Mondiale, grazie alla visibilità dovuta alla sua collocazione, gli Alleati presero il campanile come punto di riferimento nelle loro incursioni aeree. Di conseguenza il paese non subì alcun bombardamento.

## Le campane
Fino alla metà del Settecento è registrata la presenza di due campane, ma, con la nuova torre, il numero salì a quattro con la fusione eseguita nel 1770 a Verona da Larducci.
Purtroppo, in meno di quattro mesi, due campane si ruppero, cosa che portò alla fusione di cinque nuove campane, nel 1771, dallo stesso Larducci.
Nonostante ciò, altre rotture si susseguirono, tanto che, nel 1776, ci si rivolse al fonditore veronese Giuseppe Ruffini per la fusione di un concerto ad otto campane, con la maggiore di circa 1500 kg, tra i primi ad essere fuso con tale numero di campane, anticipando la tendenza di superare i concerti a cinque nel sistema alla veronese.
Nel 1845 il fonditore Antonio Selegari dovette rifondere le due campane maggiori e ne fuse una nuova, detta Campanone o Rengo di Colognola, tanto che il concerto divenne il primo ad essere formato a nove campane.
Causa la rottura di quattro campane, nel 1872 l’arciprete don Carlo Vicentini autorizzò la fonderia Cavadini a rifondere le campane e poi ad esporle, per quasi sei mesi, all’Esposizione universale di Vienna del 1873, dove furono premiate con la medaglia d’oro al Merito.
Al nuovo concerto a nove campane contribuirono le località di tutto il Comune: Monte, Pieve, S. Zeno e S. Vittore. Anche l’imperatrice d’Austria Carolina Augusta di Baviera partecipò con un’offerta di 600 lire. 
Tornate in Italia, arrivarono in treno a Verona l’8 gennaio 1874. Trasportate a Colognola, furono inaugurate il 19 aprile dello stesso anno.
Fino al 1905 le campane furono sostenute da un castello ligneo, sostituito nel 1906 con uno metallico della ditta Cavadini.
Durante la Seconda Guerra Mondiale per rifornire l’esercito italiano di cannoni, si decise di asportare dalle torri campanarie il 50-60% del peso totale dei concerti, che a Colognola corrispondeva a 4310 Kg. L’arciprete, mons. Alessandro Marangoni avvertì Ettore Cavadini, il quale arrivò subito a Colognola: il diploma in lingua tedesca e la medaglia d’oro dell’Esposizione del 1873 scongiurarono la distruzione del concerto.
Attualmente il concerto, montato alla veronese, vede le quattro campane maggiori suonabili solo manualmente, mentre le cinque minori sono a doppio sistema, con il suono a distesa mediante motori.
Intonato in SI bemolle 2 e pesante 7142 kg, è il terzo concerto per dimensioni nella provincia di Verona dopo quelli della Cattedrale di Verona e della chiesa parrocchiale di Cadidavid.
La campana maggiore, con i suoi 2040 kg, è la quinta per peso nel veronese e il concerto è il terzo per peso della provincia dietro quelli della Cattedrale di Verona e della chiesa parrocchiale di San Giovanni Battista in Cadidavid.
Tutte le nove campane sono dotate di alza-battente, un particolare dispositivo brevettato da Luigi II Cavadini, con il quale il battaglio si distacca leggermente dalla superficie del bronzo dopo averlo colpito, aumentando la resa armonica della campane e riducendone l’usura.
Questi i dati del concerto:

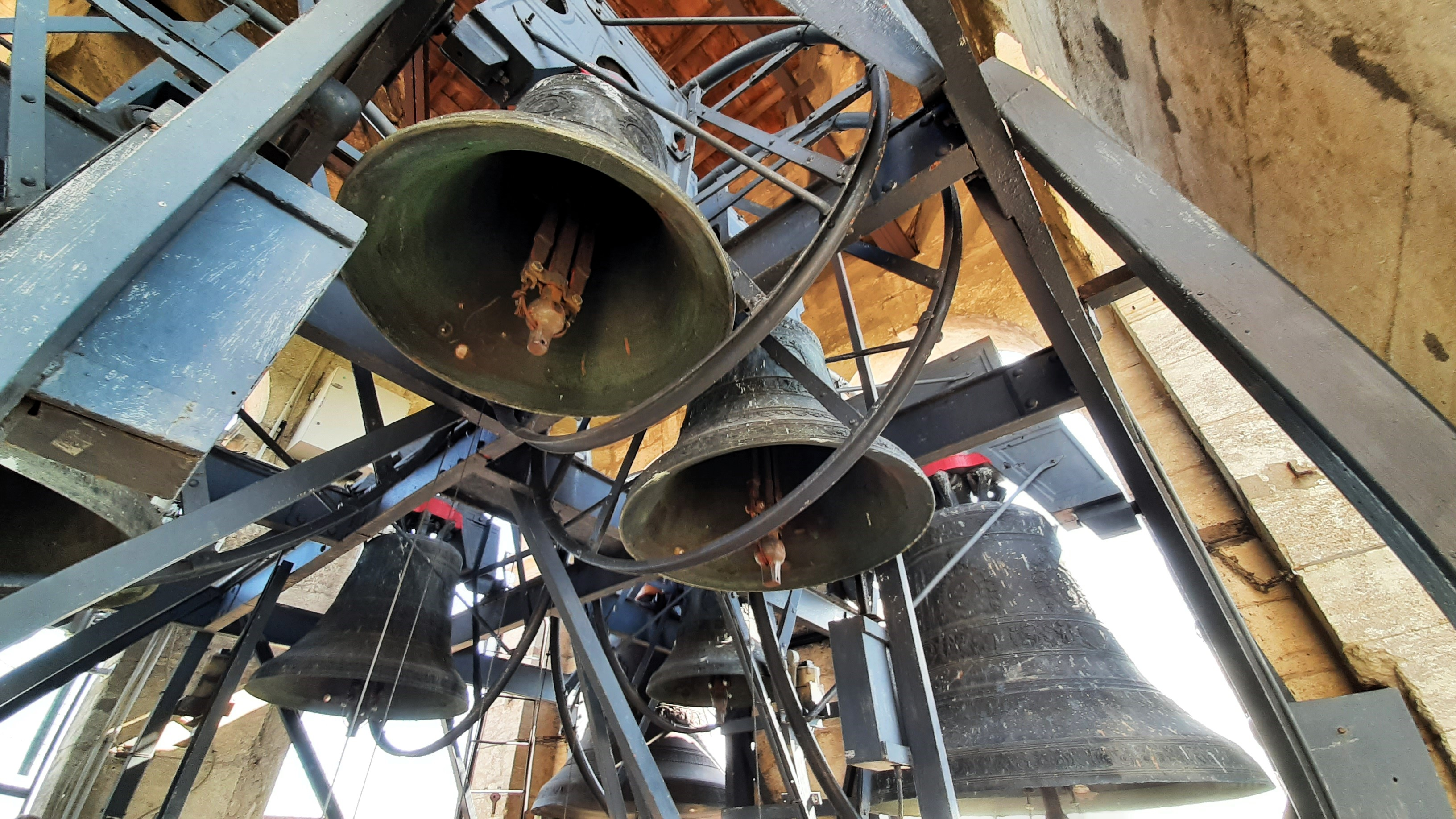
Parte del concerto presente all'interno della cella campanaria. La campana grande sullo sfondo, a destra, è la maggiore in SIb2, mentre in quella in primo piano si nota l'alza-battente, dispositivo brevettato da Luigi II Cavadini.

1 - SIb2 - diametro 1534 mm - peso 2040 kg - Fusa nel 1884 da Cavadini di Verona
2 - DO3 - diametro 1365 mm - peso 1433 kg - Fusa nel 1890 da Cavadini di Verona
3 - RE3 - diametro 1222 mm - peso 1037 kg - Fusa nel 1873 da Cavadini di Verona
4 - MIb3 - diametro 1143 mm - peso 851 kg - Fusa nel 1873 da Cavadini di Verona
5 - FA3 - diametro 1020 mm - peso 615 kg - Fusa nel 1873 da Cavadini di Verona
6 - SOL3 - diametro 907 mm - peso 432 kg - Fusa nel 1873 da Cavadini di Verona
7 - LA3 - diametro 805 mm - peso 315 Kg - Fusa nel 1873 da Cavadini di Verona
8 - SIb3 - diametro 757 mm - peso 252 Kg - Fusa nel 1873 da Cavadini di Verona
9 - DO4 - diametro 668 mm - peso 177 Kg - Fusa nel 1873 da Cavadini di Verona.